# Ba Ba Ti Ki Di Do
Ba Ba Ti Ki Di Do es un EP de Sigur Rós, lanzado en 2004 por Geffen Records. El EP consiste en las canciones que el grupo compuso para la pieza de baile de Merce Cunningham Split Sides, donde además participaba Radiohead.
El título se refiere a las únicas palabras pronunciadas en la pieza de baile. Merce Cunningham fue grabado diciendo "ba ba, ti ki, ba ba, di do" y esto puede ser escuchado en la última canción, "Di Do".
Radiohead compuso música para la segunda mitad de la obra Split Sides pero no han planeado en grabar su parte de la obra.
Si las tres canciones son escuchadas al mismo tiempo, se sincronizan formando otra canción.

## Lista de canciones
1. "Ba Ba" – 6:12
2. "Ti Ki" – 8:49
3. "Di Do" – 5:42